# DuckTales the Movie: Treasure of the Lost Lamp
DuckTales The Movie: Treasure of the Lost Lamp é um desenho animado em longa-metragem lançado pela Disney em 1990 baseado em sua série de sucesso, Ducktales.